# Indy Boonen
Indy Boonen, né le 4 janvier 1999 à Dilsen en Belgique, est un footballeur belge qui joue au poste de milieu de terrain au KSC Lokeren.

## Biographie

### En club
Lors de la saison 2018-2019, il inscrit trois buts dans le championnat de Belgique avec le club du KV Ostende.
Cette même saison, il atteint les demi-finales de la Coupe de Belgique. Il inscrit un but lors de ce tournoi.

### En sélections nationales
Avec les moins de 17 ans, il participe au championnat d'Europe des moins de 17 ans en 2016. Lors de cette compétition organisée en Azerbaïdjan, il joue quatre matchs. La Belgique s'incline en quart de finale face à l'Allemagne.
Avec les moins de 19 ans, il inscrit deux buts. Il marque son premier but le 5 octobre 2017, en amical contre les États-Unis (victoire 2-0). Il inscrit son second but un mois plus tard, contre le Liechtenstein, lors des éliminatoires du championnat d'Europe des moins de 19 ans 2018 (victoire 3-0). Il est également l'auteur, lors de ces éliminatoires, de trois passes décisives contre la Suisse, et enfin une contre la Bulgarie.

## Vie privée
Indy Boonen est le fils de Jacky Boonen, également footballeur, actif dans les années 1990.